# Get – Der Prozess der Viviane Amsalem
Get –  Der Prozess der Viviane Amsalem (hebräisch גט - המשפט של ויויאן אמסלם) ist ein israelisch-französisches Filmdrama, bei dem die Geschwister Ronit Elkabetz und Shlomi Elkabetz sowohl das Drehbuch schrieben als auch Regie führten. Der Film handelt vom langen, verzweifelten Kampf der Israelin Viviane Amsalem um ihre Ehescheidung. Get schließt eine Trilogie ab, zu der die Filme Getrennte Wege (weLaqachta Lecha Ischa, 2004) und Schivʿa (2008) gehören.
Der Film wird überwiegend von Dialogen, Mimik und Gestik getragen. Visuell ist die Inszenierung äußerst zurückhaltend und ruhig. Aufgrund dieser emotionalen Distanz läuft der Film in Deutschland ohne Altersbeschränkung.

## Handlung
Die Israelin Viviane Amsalem kämpft fünf Jahre lang vor dem dafür zuständigen jüdisch-orthodoxen Rabbinatsgericht für die Scheidung von ihrem Ehemann Elisha. Bei einem solchen Verfahren kann das Gericht nach Prüfung des Falles den Mann zur Einwilligung in die Scheidung anhalten, aber diese wird nur wirksam, wenn er einen Get, einen vom Gericht ausgestellten Scheidebrief, an seine Frau überreicht. Elisha verweigert die Scheidung, obwohl Viviane schon seit Jahren von ihm getrennt lebt. Zeugen werden aufgerufen, der Prozess zieht sich abermals über Jahre hin, während Viviane verzweifelt um ihre Würde und ihre Freiheit kämpft. Als ohne offizielle Scheidung getrennt Lebende, Aguna, ist sie von der Degradierung zur sozialen Außenseiterin bedroht.

## Hintergrund
Im Staat Israel gibt es keine Zivilehe, sondern nur die religiöse Ehe, die in der jeweils zuständigen religiösen Gemeinschaft (Judentum, Islam, Christentum, Bahai) geschlossen wird. Die Regelung über die Zuständigkeit der religiösen Gerichte geht auf die Zeit des Osmanischen Reiches zurück und wurde während des Völkerbundsmandats für Palästina und bei Gründung des Staates Israel beibehalten. Get ist die hebräische Bezeichnung für einen Scheidebrief, durch dessen Überreichung im Judentum eine Ehescheidung wirksam wird. Der Film hat in Israel eine Debatte über die Rolle der Frau und die Rabbinatsgerichtsbarkeit ausgelöst. Laut Ronit Elkabetz hat er vielen Frauen Mut gemacht.

## Veröffentlichung und Auszeichnungen
Der Film wurde erstmals bei den Internationalen Filmfestspielen von Cannes 2014 in der Nebenreihe Quinzaine des Réalisateurs (dt.: „Zwei Wochen der Regisseure“) gezeigt. Im September 2014 lief er beim Toronto International Film Festival in der Sektion Contemporary World Cinema. Beim Jerusalem Film Festival im Juli 2014 erhielt er drei Preise, darunter den Haggiag Award als bester israelischer Film. Vom National Board of Review wurde er 2014 unter die Top Five Foreign Language Films aufgenommen. Beim Filmfest Hamburg wurde der Film 2014 mit dem Art Cinema Award des internationalen Verbands der Filmkunsttheater ausgezeichnet. Er wurde als israelischer Beitrag für den Oscar 2015 als Bester fremdsprachiger Film vorgeschlagen, kam jedoch nicht von der Vorauswahl in die Nominierung. Außerdem war er für den Golden Globe Award 2015 als Bester fremdsprachiger Film nominiert.

## Kritiken
- Filmdienst: „Ein ebenso beklemmender wie absurder Gerichtsfilm, der mit visuell strengem Konzept den unterschiedlichen Perspektiven Raum gibt und durch seinen klugen inszenatorischen Minimalismus den gesellschaftlichen Konflikt zwischen Säkularisierung und Orthodoxie sichtbar macht.“[8]
- epd film: „Alle hier sind verstrickt und damit in der Situation gefangen. Die Kamera löst konsequent sämtliche Hierarchien auf. Was bleibt, sind die Nah- und Großaufnahmen von Ronit Elkabetz’ Tränen und von Simon Abkarians nahezu regungslosen Gesichtszügen. Und eben diese Bilder entwickeln eine ungeheuere Wucht, ...“[9]